# Белокреницкий, Вячеслав Яковлевич
Вячесла́в Я́ковлевич Белокреницкий (род. 5 ноября 1941, Казань) — советский и российский востоковед, историк и экономист, специалист по международным отношениям и мировой политике, проблемам исламского радикализма и экстремизма, доктор исторических наук, профессор. Заместитель директора Института востоковедения РАН, заведующий Центром изучения стран Ближнего и Среднего Востока ИВ РАН, член редколлегии журналов «Азия и Африка сегодня» и «Историческая психология и социология истории», заместитель главного редактора журнала «Восточная аналитика», член редсовета журнала «Сравнительная политика», общественного совета редакции журнала «История и современность». Основатель серии монографических исследований по проблемам исламского ареала по периметру южных границ бывшего СССР.

## Биография
Родился в семье москвичей в эвакуации. В 1965 году окончил Институт восточных языков при МГУ им. М. В. Ломоносова (ныне — Институт стран Азии и Африки) по специальности история (индолог со знанием языков хинди и урду). После работы в ТАСС поступил в 1966 году в очную аспирантуру Института народов Азии АН СССР, которому вскоре было возвращено прежнее название — Институт востоковедения. С 1969 года работает в Институте востоковедения, занимая последовательно должности младшего и старшего научного сотрудника. С 1987 года — заведующий Отделом Ближнего и Среднего Востока, ныне — Центром изучения стран Ближнего и Среднего Востока. С 2009 года — заместитель директора ИВ РАН по научной работе, член Бюро ОИФН РАН.
В 1974 году по договорённости с Институтом перешёл на временную работу в Агентство печати «Новости» и до 1977 года работал в Карачи (Пакистан) редактором, выполнял обязанности вице-консула.
В 1970 году стал кандидатом экономических наук (диссертация по проблемам мелкого промышленного производства в Пакистане), в 1990 году присуждена степень доктора исторических наук за диссертацию по социально-экономической истории Пакистана, в 2003 году — присвоено звание профессора по кафедре (за чтение лекций и подготовку учебных пособий по международным отношениям на Востоке, внешней политике Индии и стран Южной Азии).
В 1992 году был приглашённым иностранным профессором в Университете Вилланова в США (штат Пенсильвания), в 1993/94 году преподавал в Университете Хосэй в Токио (Япония). С 1994 по 2009 год вёл преподавательскую работу в Восточном университете, частном учебном заведении Москвы, учреждённом ИВ РАН (ныне Институт стран Востока). С 1996 года по настоящее время — профессор кафедры востоковедения Московского государственного института международных отношений (МГИМО-Университета) МИД России.

## Научные труды
Опубликовано более 300 научных трудов и большое число научно-аналитических и научно-публицистических работ. Автор 16 авторских монографий на русском и английском языках. Составитель и ответственный редактор около 20 коллективных монографий и сборников статей. Подготовил более десяти кандидатов и докторов наук.

### Монографии
- Пакистан. Особенности и проблемы урбанизации. М.: Наука, 1982
- Капитализм в Пакистане. История социально-экономического развития (середина XIX — 80-е годы XX в.). М.: Наука, 1988
- Capitalism in Pakistan. New Delhi: Patriot Publishers, 1991
- Южная Азия в мировой политике (совместно с В. Н. Москаленко и Т. Л. Шаумян). М.: Международные отношения, 2003
- История Пакистана XX век. (совместно с В. Н. Москаленко). М.: ИВ РАН, Крафт+, 2008
- Восток в международных отношениях и мировой политике. Курс лекций. М.: Восточный университет, 2009
- Восток в мирополитических процессах. М.: ИВ РАН, Крафт+, 2010
- A Political History of Pakistan, 1947—2007. (with V.N.Moskalenko) Karachi: Oxford University Press, 2013
- Авторитаризм и демократия в условиях Афганистана и Пакистана. (совместно с Р. Р. Сикоевым). М.: ИВ РАН, 2013
- Движение Талибан и перспективы Афганистана и Пакистана. (совместно с Р. Р. Сикоевым). М.: ИВ РАН, 2014
- Пакистан, Южная Азия, исламский мир, Восток. Избранные публикации 2008—2016 гг. М.: ИВ РАН, 2016, 712 с.

### Коллективные работы (составитель и отв. редактор)
- Исламские страны и регионы. История и современность. Сборник статей. М.: ИВ РАН, 1994 (совместно с О. И. Жигалиной)
- Центральная Азия: пути интеграции в мировое сообщество. Коллективная монография. М.:ИВ РАН, 1995
- Особенности модернизации на мусульманском Востоке. Сб.статей. М.:ИВ РАН (совместно с И. Л. Фадеевой)
- Южная Азия: конфликты и геополитика. Колл. монография. М.:ИВ РАН, 1999.
- Ислам и политика. Сб.статей. М.:ИВ РАН, Крафт+, 2001 (совместно с А. З. Егориным)
- Мусульманские страны у границ СНГ. Сб.статей. М.:ИВ РАН, Крафт+,2001 (совместно с А. З. Егориным)
- Ислам на современном Востоке. Сб.статей. М.: ИВ РАН, Крафт+, 2004 (совместно с А. З. Егориным)
- Ислам и общественное развитие в начале XXI века. Сб.статей. М.:ИВ РАН, Крафт+, 2005 (совместно с А. З. Егориным, Н. Ю. Ульченко)
- История Востока. Том У1. Восток в новейший период (1945—2000). Колл. монография. М.: Восточная литература, 2008 (совместно с В. В. Наумкиным)
- Россия и исламский мир: историческая ретроспектива и современные тенденции. Сб.статей. М.: ИВ РАН, Крафт+, 2010 (совместно с Н. Ю. Ульченко)
- Исламский фактор в истории и современности. Сб.статей. М.: Восточная литература, 2011 (совместно с Н. Ю. Ульченко)
- Мусульманское пространство по периметру границ Кавказа и Центральной Азии. Сб.статей. М.: ИВ РАН, Крафт+, 2012 (совместно с Н. Ю. Ульченко)
- Государство, общество, международные отношения на мусульманском Востоке. Сб.статей. М.:ИВ РАН, Крафт+, 2014 (совместно с Н. Ю. Ульченко)
- Нации и национализм на мусульманском Востоке. Сб.статей. М.:ИВ РАН, 2015 (совместно с Н. Ю. Ульченко)

### Научные статьи

#### На русском языке
- Мелкотоварный и мелкокапиталистический уклад в городской экономике Пакистана//Мелкое производство города в Азии и Африке. М.: Наука, 1974
- Налоговая политика Пакистана//Экономическое развитие Пакистана (60-е годы) М.: Наука, 1974
- Некоторые особенности урбанизации в развивающихся странах//Х1У Тихоокеанский научный конгресс. Хабаровск, 1979
- Рост городского населения и процесс урбанизации в развивающихся странах Востока//Развивающиеся страны: демографическая ситуация и экономический рост. М.: Наука, 1981
- Измерение региональной неравномерности развития Пакистана (опыт применения факторного анализа и обработки данных на ЭВМ)//Экономика стран Среднего Востока. М.:Наука,1982 (совместно с А. А. Иудиным)
- Пакистан. Эволюция традиционного сектора и традиционализм//Азия и Африка сегодня, 1983,9
- Трансформация города в колониальную эпоху (на примере городских поселений бассейна Инда)//Зарубежный Восток: вопросы экономической истории города. М.Наука, 1990
- Иллюстративная и прогностическая (экстраполяционная) модель развития экономики Пакистана//Специальный бюллетень ИВ АН. 1991, 3
- Проблемы и перспективы формирования центральноазиатского макрорегиона//Восток. 1993,4
- Пакистан: динамика «двухъярусного» капитализма//Капитализм на Востоке во второй половине XX в. М.: Наука, 1995
- Демографическое измерение постсовременного Востока//Восток. 1998, 2
- Ислам и власть, опыт Пакистана//Ислам и исламизм. М.: РИСИ, 1999.
- Восток через призму мировых демографических прогнозов (к вопросу о геодемографии и геополитике будущего века)//Восток. 1999, 5
- Исламский радикализм Пакистана: эволюция и роль в регионе//Центральная Азия и Кавказ. 2000,6
- Восток на рубеже веков: некоторые итоги и перспективы развития//Восток. 2001, 5
- Элементы «большой игры» в борьбе Запада против терроризма//Центральная Азия и Кавказ. 2001,6
- Пуштуны Афганистана и Пакистана: демографическая динамика и политическая роль//Афганистан на переходном этапе. Колл. монография. М.: Институт Ближнего Востока, 2003
- Кашмирский очаг исламского экстремизма//Азия и Африка сегодня. 2002,1 (совместно с В. Н. Москаленко)
- Послевоенная история Востока — как нам её представлять? // Восток. 2003, 1
- Международные отношения в Южной Азии//Современные международные отношения и мировая политика. Колл. монография. М.:МГИМО, Просвещение, 2004
- Персоналистский авторитаризм в Пакистане. Политическая культура и режим власти в восточном варианте//Полития. 2005, 2
- Пакистан и Индия: конфронтационная стабильность?//Международные процессы. 2006,2
- Политическая система и политическая культура мусульманских стран Южной Азии//Политические системы и политическая культура Востока. М.:МГИМО, Аспект пресс, 2006
- Мусульманский Восток: тенденции и перспективы развития//Труды ICANAS-37. Международный конгресс по изучению Азии и Северной Африки. Том Ш. М.: ИВ РАН, 2007
- Этнорегиональные и религиозно-сектантские конфликты в Пакистане. //Конфликты на Востоке. Этнические и конфессиональные. Учебник. М.:МГИМО, Аспект пресс, 2008
- Россия и исламский мир: динамика изменений демографического и политического потенциалов//Восток. 2008,2
- Пакистан: испытание на прочность//Мировая экономика и международные отношения. 2008, 6 (совместно с В. Н. Москаленко)
- Пакистан: судьба идеологического государства//Вестник Московского университета. Серия 25. Международные отношения и мировая политика. 2010,2
- Юго-Западная дуга «Большой Восточной Азии»// «Большая Восточная Азия»: мировая политика и региональные трансформации. Колл. монография. М.: МГИМО, 2010
- Уход Англии из Индии и образование двух доминионов//Британская Индия в XX веке. Сб.статей. М.: Институт всеобщей истории, 2010
- Рост населения в исламском мире//Историческая психология и социология истории. 2010,1
- Политическая система и политическая культура мусульманских стран Южной Азии//Восток и политика. Политические системы, политические культуры, политические процессы. Учебник. М.:МГИМО, Аспект пресс, 2011
- Традиционные партнёры России (мусульманский пояс)//Россия в полицентричном мире. Колл. монография. М.:ИМЭМО, Весь мир, 2012 (совместно с Н. М. Мамедовой, Н. Ю. Ульченко)
- Социально-экологический кризис в Пакистане: история и современное состояние//История и современность. 2012.1
- Южная Азия: новые возможности и риски для России//Внешняя политика России 2000—2020. В трёх томах. Том первый. Сб.статей. М.:РСМД, Аспект пресс, 2012
- Становление и роль гражданского общества в Пакистане (дефиниции, тенденции и перспективы)//Сравнительная политика. 2013, 1
- Исламизация общества и диффузия власти в Пакистане//Восток. 2013, 5
- Центр силы или источник нестабильности. Диалектика современного Пакистана//Россия в глобальной политике. 2013,2
- Афгано — пакистанская граница: история и современное состояние. //Территориальный вопрос в афро-азиатском мире. Колл. монография. М.:МГИМО, Аспект пресс, 2013
- Что ожидает страны мира в XXI веке//Историческая психология и социология истории. 2013,1
- Демографическая история исламского мира (основные тренды и перспективы)//Труды Отделения историко-филологических наук РАН. 2008—2013. М.: Наука, 2014
- Социальный протест в Пакистане: от классовых форм к религиозным//Социальный протест на Востоке. Колл. монография. М.:МГИМО, Аспект пресс, 2016
- Пакистан и афганский кризис//Мировая экономика и международные отношения. 2016,3
- Исламский радикализм в Пакистане — факторы, этапы, циклы//Азия и Африка сегодня. 2016, 5
- Внешнеполитический процесс в Пакистане//Внешнеполитический процесс на Востоке. Учебник. М.:МГИМО, Аспект пресс, 2017

#### Статьи на иностранных языках
- Urbanization and Social Structure of Urban Population in Pakistan//Asian Survey. 1974, 3
- Rural-Urban Migration and the Urban Poor in Pakistan//Journal of South Asian and Middle Eastern Studies. 1984, 1
- Soviet Relations with Pakistan//Soviet-American Relations with Pakistan, Iran and Afghanistan. Hampshere: Macmillan, 1987 (with Y.Gankovsky, V.Moskalenko, R.Mukimjanova)
- Islam and the State in Pakistan//Russia’s Muslim Frontiers. Bloomington and Indianopolis: Indiana University Press, 1993
- Soviet-Indian Relations: History and Perspectives//Dilemmas of National Security and Cooperation in India and Pakistan. Hampshere: Macmillan, 1993
- Russia and Greater Central Asia//Asian Survey. 1994, 12
- Central Asia in the New Eurasian Geopolitics: Implications for Palistan and Russia//Pakistan Horizon. 1995, 3
- La Russe Contemporaine et la region de l’Asie Centrale//La Lettre d’Asie Centrale. Paris, 1995,4
- Il’triangolo islamico//Limes. Rivista Italiana d. Geopolitica. 1998, 4
- Russia and Former Soviet Central Asia: The Attitude Towards Regional Integrity//Post-Soviet Central Asia. London: Taurus,1998
- Russia-Afghan Relations//Russia and Asia. The Emerging Security Agenda. Stockholm: SIPRI, 1999
- Islamic Radicalism in Pakistan: Evolution and Regional Role//International Terrorism and Religious Extremism. Challenges to Central Asia and South Asia. Kolkata, 2004
- Russian Federation’s Core Interests and Policies and Thier Impact on Regional Countries//Major Powers and South Asia. Islamabad, 2004
- The ISI: Terrorism’s Ally?//Terrorism Monitor. The Jamestown Foundation, 2004, 3
- Radicals and Reformers in Pakistan//Terrorism Monitor, 2004, 14
- Islamic Radicalism in Central Asia: The Influence of Pakistan and Afghanistan//Central Asia at the End of Transition. New York: M.E.Sharpe,2004
- South-Western Extension of Greater China//Pakistan Horizon. 2007, 3
- Midwest Asia in Global Politics: The Outlook for 2008//Лидер. Boston: Russian Center Edition, 2008
- The Western Tribal Region in South Asia: Limits of Our Knowledge//EXEMPLAR. The Journal of South Asian Studies, 2013, 1; also in
- Open Pages in South Asian Studies. California. South Asian Studies Association, 2014